# Tallapoosa County
Das Tallapoosa County ist ein County im Bundesstaat Alabama der Vereinigten Staaten. Der Verwaltungssitz (County Seat) ist Dadeville.

## Geographie
Das County liegt im mittleren Osten von Alabama, ist im Osten etwa 70 km von Georgia entfernt und hat eine Fläche von 1985 Quadratkilometern, wovon 125 Quadratkilometer Wasserfläche sind. Es grenzt im Uhrzeigersinn an folgende Countys: Randolph County, Chambers County, Lee County, Macon County, Elmore County, Coosa County und Clay County.

## Geschichte
Tallapoosa County wurde am 18. Dezember 1832 aus Land der Creek-Indianer gebildet. Der Name stammt aus dem Dialekt der Choctaw-Indianer.
Neun Bauwerke und Stätten im County sind im National Register of Historic Places (NRHP) eingetragen (Stand 14. April 2020), darunter der Horseshoe Bend National Military Park, das Reuben Herzfeld House und der Russell Family Historic District.

## Demographische Daten

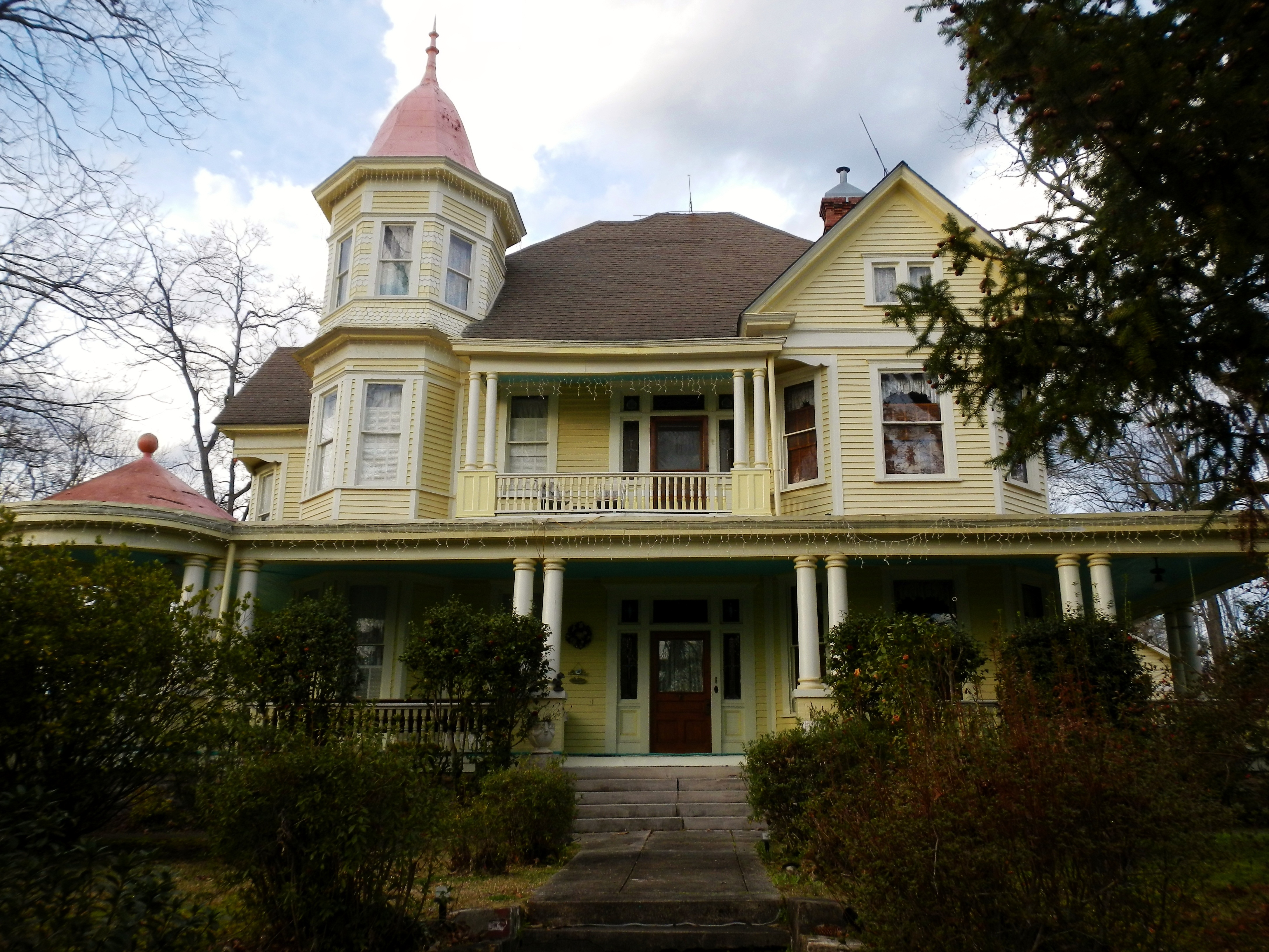
Das Reuben Herzfeld House, gelistet im NRHP

Volkszählung aus dem Jahr 2000 lebten im Tallapoosa County 41.475 Menschen. Davon wohnten 859 Personen in Sammelunterkünften, die anderen Einwohner lebten in 16.656 Haushalten und 11.809 Familien. Die Bevölkerungsdichte betrug 22 Einwohner pro Quadratkilometer. Ethnisch betrachtet setzte sich die Bevölkerung zusammen aus 73,48 Prozent Weißen, 25,36 Prozent Afroamerikanern, 0,26 Prozent amerikanischen Ureinwohnern, 0,18 Prozent Asiaten, 0,01 Prozent Bewohnern aus dem pazifischen Inselraum und 0,17 Prozent aus anderen ethnischen Gruppen; 0,54 Prozent stammten von zwei oder mehr Ethnien ab. 0,58 Prozent der Bevölkerung waren spanischer oder lateinamerikanischer Abstammung.
Von den 16.656 Haushalten hatten 29,9 Prozent Kinder und Jugendliche unter 18 Jahren, die bei ihnen lebten. In 53,0 Prozent lebten verheiratete, zusammen lebende Paare, 14,3 Prozent waren allein erziehende Mütter, 29,1 Prozent waren keine Familien, 26,5 Prozent aller Haushalte waren Singlehaushalte und in 11,6 Prozent lebten Menschen im Alter von 65 Jahren oder darüber. Die Durchschnittshaushaltsgröße betrug 2,44 und die durchschnittliche Familiengröße betrug 2,94 Personen.
24,2 Prozent der Bevölkerung waren unter 18 Jahre alt, 7,6 Prozent zwischen 18 und 24, 26,7 Prozent zwischen 25 und 44, 24,9 Prozent zwischen 45 und 64 und 16,6 Prozent waren 65 Jahre oder älter. Das Durchschnittsalter betrug 39 Jahre. Auf 100 weibliche Personen kamen 90,5 männliche Personen und auf Frauen im Alter von 18 Jahren und darüber kamen 86,1 Männer.
Das jährliche Durchschnittseinkommen eines Haushalts betrug 30.745 USD, das Durchschnittseinkommen einer Familie 38.148 USD. Männer hatten ein Durchschnittseinkommen von 28.557 USD, Frauen 19.885 USD. Das Prokopfeinkommen betrug 16.909 USD. 13,5 Prozent der Familien und 16,6 Prozent der Einwohner lebten unterhalb der Armutsgrenze.

## Städte und Gemeinden
- Alexander City
- Bevelle
- Buckville
- Bulgers
- Buttston
- Camp Hill
- Carrville
- Cherokee Bluffs
- Cowpens
- Dadeville
- Daviston
- Denver
- Dudleyville
- Easton
- Everglade
- Fosheeton
- Frog Eye
- Goldville
- Hackneyville
- Hampton
- Jacksons Gap
- Liberty City
- Mary
- New Site
- North Dadeville
- Our Town
- Perryville
- Pine Grove
- Pinnell
- Ponders
- Sessions
- Simmons Crossroads
- Simpson
- Slaughters
- Sturdivant
- Tallapoosa City
- Tallassee
- Thornton
- Tohopeka
- Truett
- Union
- Walnut Hill
- Zana